# ريك كريسمان
ريك كريسمان (بالإنجليزية: Rick Kriseman)‏ مواليد 2 أغسطس 1962 في ديترويت، هو سياسي أمريكي وعضو في الحزب الديمقراطي. يشغل حاليا منصب عمدة سانت بيترسبرغ في فلوريدا. قبل انتخابه كعمدة، شغل منصب عضو في مجلس نواب فلوريدا، ومثل الدائرة الانتخابية الـ 53 من سنة 2006 إلى 2012. تخرج من جامعة فلوريدا بدرجة البكالوريوس.

## وصلات خارجية
- الموقع الرسمي